# Temporada 2000-01 de los Charlotte Hornets
La temporada 2000-2001 fue la decimotercera de los Charlotte Hornets en la NBA. La temporada regular acabó con 46 victorias y 36 derrotas, ocupando el sexto puesto de la conferencia Este, clasificándose para los playoffs, en los que cayeron en semifinales de conferencia ante los Milwaukee Bucks.

## Elecciones en elDraft
| Ronda | Puesto | Jugador         | Posición | Nacionalidad   | Universidad |
| ----- | ------ | --------------- | -------- | -------------- | ----------- |
| 1     | 19     | Jamaal Magloire | Pívot    | Estados Unidos | Kentucky    |

## Temporada regular
| División Central      | División Central | División Central | División Central | División Central | División Central | División Central | División Central | División Central |
| Equipo                | G                | P                | %                | PD               | Casa             | Fuera            | Div              |                  |
| --------------------- | ---------------- | ---------------- | ---------------- | ---------------- | ---------------- | ---------------- | ---------------- | ---------------- |
| y-Milwaukee Bucks     | 52               | 30               | .634             | –                | 31–10            | 21–20            | 19–9             |                  |
| x-Toronto Raptors     | 47               | 35               | .573             | 5                | 27–14            | 20–21            | 18–10            |                  |
| x-Charlotte Hornets   | 46               | 36               | .561             | 6                | 28–13            | 18–23            | 20–8             |                  |
| x-Indiana Pacers      | 41               | 41               | .500             | 11               | 26–15            | 15–26            | 15–13            |                  |
| e-Detroit Pistons     | 32               | 50               | .390             | 20               | 18-23            | 14–27            | 16–12            |                  |
| e-Cleveland Cavaliers | 30               | 52               | .366             | 22               | 20–21            | 10–31            | 11–17            |                  |
| e-Atlanta Hawks       | 25               | 57               | .305             | 27               | 18–23            | 7–34             | 9–19             |                  |
| e-Chicago Bulls       | 15               | 67               | .183             | 37               | 10–31            | 5–36             | 4–24             |                  |

## Playoffs

### Primera ronda
Miami Heat  vs. Charlotte Hornets
| Fecha       | Partido                               | Ciudad    |
| ----------- | ------------------------------------- | --------- |
| 21 de abril | Miami Heat 80, Charlotte Hornets 106  | Miami     |
| 23 de abril | Miami Heat 76, Charlotte Hornets 102  | Miami     |
| 27 de abril | Charlotte Hornets 94, Miami Heat 79   | Charlotte |
|             | Charlotte Hornets gana las series 3-0 |           |

### Semifinales de conferencia
Milwaukee Bucks  vs. Charlotte Hornets
| Fecha      | Partido                                   | Ciudad    |
| ---------- | ----------------------------------------- | --------- |
| 6 de mayo  | Milwaukee Bucks 104, Charlotte Hornets 92 | Milwaukee |
| 8 de mayo  | Milwaukee Bucks 91, Charlotte Hornets 90  | Milwaukee |
| 10 de mayo | Charlotte Hornets 102, Milwaukee Bucks 92 | Charlotte |
| 13 de mayo | Charlotte Hornets 85, Milwaukee Bucks 78  | Charlotte |
| 15 de mayo | Milwaukee Bucks 86, Charlotte Hornets 94  | Milwaukee |
| 17 de mayo | Charlotte Hornets 97, Milwaukee Bucks 104 | Charlotte |
| 20 de mayo | Milwaukee Bucks 104, Charlotte Hornets 95 | Milwaukee |
|            | Milwaukee Bucks gana las series 4-3       |           |

## Estadísticas

### Temporada regular
| Jugador           | POS | PJ | PT | MJ    | REB | AST | ROB | TAP | PTS   | MPP  | RPP | APP | ROP | TPP | PPP  |
| ----------------- | --- | -- | -- | ----- | --- | --- | --- | --- | ----- | ---- | --- | --- | --- | --- | ---- |
| Baron Davis       | PG  | 82 | 82 | 3,192 | 408 | 598 | 170 | 36  | 1,131 | 38.9 | 5.0 | 7.3 | 2.1 | .4  | 13.8 |
| David Wesley      | SG  | 82 | 82 | 3,106 | 224 | 361 | 128 | 16  | 1,414 | 37.9 | 2.7 | 4.4 | 1.6 | .2  | 17.2 |
| P. J. Brown       | C   | 80 | 79 | 2,811 | 742 | 127 | 78  | 92  | 676   | 35.1 | 9.3 | 1.6 | 1.0 | 1.2 | 8.5  |
| Elden Campbell    | PF  | 78 | 78 | 2,337 | 608 | 104 | 60  | 140 | 1,022 | 30.0 | 7.8 | 1.3 | .8  | 1.8 | 13.1 |
| Jamal Mashburn    | SF  | 76 | 76 | 2,989 | 576 | 411 | 85  | 13  | 1,528 | 39.3 | 7.6 | 5.4 | 1.1 | .2  | 20.1 |
| Jamaal Magloire   | C   | 74 | 0  | 1,095 | 295 | 27  | 18  | 78  | 339   | 14.8 | 4.0 | .4  | .2  | 1.1 | 4.6  |
| Eddie Robinson    | SF  | 67 | 6  | 1,201 | 198 | 59  | 50  | 32  | 498   | 17.9 | 3.0 | .9  | .7  | .5  | 7.4  |
| Hersey Hawkins    | SG  | 59 | 0  | 681   | 80  | 72  | 33  | 9   | 183   | 11.5 | 1.4 | 1.2 | .6  | .2  | 3.1  |
| Otis Thorpe       | PF  | 49 | 4  | 647   | 145 | 29  | 12  | 7   | 138   | 13.2 | 3.0 | .6  | .2  | .1  | 2.8  |
| Eldridge Recasner | PG  | 43 | 0  | 403   | 50  | 39  | 6   | 1   | 103   | 9.4  | 1.2 | .9  | .1  | .0  | 2.4  |
| Lee Nailon        | SF  | 42 | 0  | 469   | 92  | 24  | 9   | 5   | 164   | 11.2 | 2.2 | .6  | .2  | .1  | 3.9  |
| Derrick Coleman   | PF  | 34 | 3  | 683   | 184 | 39  | 10  | 21  | 277   | 20.1 | 5.4 | 1.1 | .3  | .6  | 8.1  |
| Tim James         | SF  | 30 | 0  | 197   | 35  | 8   | 2   | 5   | 45    | 6.6  | 1.2 | .3  | .1  | .2  | 1.5  |
| Scott Burrell     | SF  | 4  | 0  | 41    | 3   | 1   | 3   | 0   | 17    | 10.3 | .8  | .3  | .8  | .0  | 4.3  |
| Terrance Roberson | SF  | 3  | 0  | 13    | 1   | 1   | 0   | 0   | 0     | 4.3  | .3  | .3  | .0  | .0  | .0   |
| Doug Overton†     | PG  | 2  | 0  | 15    | 0   | 0   | 1   | 0   | 4     | 7.5  | .0  | .0  | .5  | .0  | 2.0  |

- † Indica jugador que jugó en más de un equipo esa temporada. Las estadísticas solo reflejan su paso por los Hornets.

### Playoffs
| Jugador           | POS | PJ | PT | MJ  | REB | AST | ROB | TAP | PTS | MPP  | RPP  | APP | ROP | TPP | PPP  |
| ----------------- | --- | -- | -- | --- | --- | --- | --- | --- | --- | ---- | ---- | --- | --- | --- | ---- |
| Jamal Mashburn    | SF  | 10 | 10 | 419 | 62  | 57  | 12  | 3   | 249 | 41.9 | 6.2  | 5.7 | 1.2 | .3  | 24.9 |
| Baron Davis       | PG  | 10 | 10 | 397 | 44  | 58  | 28  | 5   | 178 | 39.7 | 4.4  | 5.8 | 2.8 | .5  | 17.8 |
| David Wesley      | SG  | 10 | 10 | 394 | 30  | 39  | 16  | 1   | 170 | 39.4 | 3.0  | 3.9 | 1.6 | .1  | 17.0 |
| P. J. Brown       | C   | 10 | 10 | 385 | 100 | 11  | 12  | 14  | 80  | 38.5 | 10.0 | 1.1 | 1.2 | 1.4 | 8.0  |
| Elden Campbell    | PF  | 10 | 10 | 287 | 79  | 7   | 5   | 11  | 121 | 28.7 | 7.9  | .7  | .5  | 1.1 | 12.1 |
| Eddie Robinson    | SF  | 10 | 0  | 192 | 33  | 9   | 4   | 4   | 69  | 19.2 | 3.3  | .9  | .4  | .4  | 6.9  |
| Jamaal Magloire   | C   | 10 | 0  | 110 | 28  | 3   | 0   | 6   | 39  | 11.0 | 2.8  | .3  | .0  | .6  | 3.9  |
| Otis Thorpe       | PF  | 8  | 0  | 57  | 17  | 0   | 0   | 0   | 4   | 7.1  | 2.1  | .0  | .0  | .0  | .5   |
| Hersey Hawkins    | SG  | 6  | 0  | 50  | 9   | 4   | 3   | 0   | 12  | 8.3  | 1.5  | .7  | .5  | .0  | 2.0  |
| Derrick Coleman   | PF  | 5  | 0  | 88  | 25  | 6   | 4   | 2   | 27  | 17.6 | 5.0  | 1.2 | .8  | .4  | 5.4  |
| Scott Burrell     | SF  | 2  | 0  | 12  | 3   | 1   | 2   | 0   | 5   | 6.0  | 1.5  | .5  | 1.0 | .0  | 2.5  |
| Eldridge Recasner | PG  | 2  | 0  | 9   | 1   | 2   | 0   | 0   | 3   | 4.5  | .5   | 1.0 | .0  | .0  | 1.5  |

## Galardones y récords
| Jugador    | Galardón                               |
| P.J. Brown | 2.º Mejor quinteto defensivo de la NBA |